# Megumi Han
Megumi Han (潘 めぐみ?, Han Megumi; Tokyo, 3 giugno 1989) è un'attrice e doppiatrice giapponese che lavora per la Atomic Monkey.
È la figlia della doppiatrice Keiko Han.

## Ruoli

### Serie TV anime
2011
- Digimon Fusion Battles (Airu Suzaki)
- Hunter × Hunter (Gon Freecss)

2012
- Chō Soku Henkei Gyrozetter (Sei Nanatsu)
- Chōyaku hyakunin isshu: Uta koi (Ariwara no Narihira da giovane)
- Yu-Gi-Oh! Zexal II (Rio Kastle)

2013
- Chihayafuru 2 (Sumire Hanano)
- Jewelpet Happiness (Chiari Tsukikage)
- Little Busters! Refrain (Kengo da giovane)
- Mushibugyō (Kuroageha)
- Yuyushiki (Kei Okano)
- Hakkenden: tōhō hakken ibun 2 (Noro)
- Fantasista Doll (Miina Rurukawa)
- Neppu kairiku bushi road (Ame)
- Naruto: Shippuden (Obito Uchiha da giovane) Episodi 343+
- LINE TOWN (Lenardo)

2014
- HappinessCharge Pretty Cure! (Hime Shirayuki/Cure Princess)
- Black Bullet (Kayo Senju)
- Blade & Soul (Morii)
- Captain Earth (Lin)
- Terror in Resonance (Five)
- Mobile Suit Gundam-san (Lalah-san)
- Barakamon (Akihiko Arai)
- I sette peccati capitali (Freesia)

2015
- Sōkyū no Fafner: Exodus (Aishwarya Fein)
- Show by Rock!! (Daru Dayu)
- Ore monogatari!! (Rinko Yamato)
- Naruto: Shippuden (Saya, Yome)
- Baby Steps 2 (Marcia O'Brien)
- Ushio e Tora (Kirio)
- Rakudai kishi no cavalry (Utakata Misogi)
- Mobile Suit Gundam: Iron-Blooded Orphans (Gaelio Bauduin da giovane)

2016
- Bubuki Buranki (Reoko Banryū)
- Sōsei no onmyōji (Benio Adashino)[1]

2018
- Black Clover (Kahono)
- Devilman Crybaby (Miki Makimura)
- My Hero Academia (Tatami Nakagame)
- Steins;Gate 0 (Kagari)

2019
- Inazuma Eleven: Orion no Kokuin (Yurika Beor)
- One Piece (O-Tama)

2022
- RWBY: Ice Queendom (Penny Polendina)

2021
- Megaton Musashi (Momoka Saotome)

2023
- Oshi no ko - My Star (Kana Arima)
- The Dangers in My Heart (Moeko Sekine)
- Trigun Stampede (Rollo)
- La principessa sacrificale e il re delle bestie (Amit)

2024
- Kaiju No. 8 (Kafka Hibino da ragazzino)
- Nokotan - In cerVa di amici (Noko Shikanoko)

2025
- Guilty Gear -STRIVE-: Dual Rulers (Ramlethal Valentine)

### Film
- La forma della voce - A Silent Voice (Miki Kawai)
- Hunter × Hunter: Phantom Rouge (Gon Freecss)
- Hunter × Hunter: The Last Mission (Gon Freecss)
- Little Witch Academia (Akko Kagari)
- Il giardino delle parole (Satō)
- Toaru majutsu no index: endyumion no kiseki (Mallybeth Blackball)
- In questo angolo di mondo (Sumi Urano)
- Eiga Pretty Cure All Stars New Stage 3 - Eien no tomodachi (Hime Shirayuki/Cure Princess)
- Eiga HappinessCharge Pretty Cure! - Ningyō no Kuni no ballerina (Hime Shirayuki/Cure Princess)
- Eiga Pretty Cure All Stars - Haru no carnival (Hime Shirayuki/Cure Princess)
- Eiga Pretty Cure All Stars - Minna de utau Kiseki no mahō! (Hime Shirayuki/Cure Princess)
- Eiga HUGtto! Pretty Cure Futari wa Pretty Cure - All Stars Memories (Hime Shirayuki/Cure Princess)
- Seven Days War (Kaori Yamasaki)

### Videogiochi
- Hunter × Hunter: Wonder Adventure (2012) (Gon Freecss)
- Digimon Adventure (2013) (Takeru Takaishi)
- Dragon's Dogma: Dark Arisen (2013) (Selene)
- The Last of Us (2013) (Ellie)
- Phoenix Wright: Ace Attorney - Dual Destinies (2013) (Athena Cykes)
- Show by Rock!! (2013) (Naru)
- Yu-Gi-Oh! Zexal: World Duel Carnival (2013) (Rio Kastle)
- Guilty Gear Xrd -SIGN- (2014) (Ramlethal Valentine, Anders, Sharon)
- Granblue Fantasy (2014) (Alec, Jeanne d'Arc, Gon Freecss)
- HappinessCharge Pretty Cure! Kawarun Collection (2014) (Hime Shirayuki / Cure Princess)
- J-Stars Victory Vs (2014) (Gon Freecss)
- Danganronpa Another Episode: Ultra Despair Girls (2014) (Masaru Daimon)
- Digimon Story: Cyber Sleuth (2015) (Nokia Shiramine)
- Disgaea 5: Alliance of Vengeance (2015) (Majorita)
- Fate/Grand Order (2015) (Kingprotea)
- Guilty Gear Xrd -REVELATOR- (2015) (Ramlethal Valentine, Anders, Sharon, June)
- Steins;Gate 0 (2015) (Kagari)
- Detective Pikachu (2016) (Milo Green)
- Naruto Shippuden: Ultimate Ninja Storm 4 (2016) (Obito Uchiha (giovane))
- Uncharted 4: Fine di un ladro (2016) (Cassie Drake)
- Dragon Quest Heroes II (2016) (Nadine)
- Phoenix Wright: Ace Attorney - Spirit of Justice (2016) (Athena Cykes)
- Yu-Gi-Oh! Duel Links (2016) (Rio Kastle)
- Final Fantasy XV (2016) (Iris Amictia)
- The Witch and the Hundred Knight 2 (2016) (Chelka, Milm)
- Shin Megami Tensei: Strange Journey Redux (2017) (Alex)
- Dragon Quest Rivals (2017) (Nadine)
- Digimon Story: Cyber Sleuth - Hacker's Memory (2017) (Nokia Shiramine)
- The King of Fighters: All Star (2018) (Ramlethal Valentine)
- Etrian Odyssey Nexus (2018) (Enrica)
- Dragalia Lost (2018) (Renelle, Jeanne d'Arc)
- Jump Force (2019) (Gon Freecss)
- The Last of Us Parte II (2020) (Ellie)
- Famicom Detective Club: The Missing Heir (2021) (Yuri Ayashiro)
- Guilty Gear -STRIVE- (2021) (Ramlethal Valentine, Sharon)
- Lost Judgment (2021) (Kotoko Itakura)
- Xenoblade Chronicles 3 (2022) (Yunie)
- Goddess of Victory: Nikke (2022) (Kilo)
- Honkai: Star Rail (2023) (Rappa)
- Final Fantasy XVI (2023) (Jill Warrick)
- Armored Core VI: Fires of Rubicon (2023) (ALLMIND)
- Naruto x Boruto Ultimate Ninja Storm Connections (2023) (Obito Uchiha (giovane))
- Concord (2024) (Roka)
- Rusty Rabbit (2025) (Eliza)
- Hunter × Hunter: Nen × Impact (2025) (Gon Freecss)
- Final Fantasy Tactics: The Ivalice Chronicles (2025) (Ovelia Atkascha)

### Animazione
- Epic - Il mondo segreto (Dandelion Girl)
- My Little Pony - L'amicizia è magica (Cheerilee)
- RWBY (Penny Polendina)

### Live action
- The Adventurer: The Curse of the Midas Box (Sacha)
- Lo sguardo di Satana - Carrie (Carrie White)
- Blood Story (Abby)
- Tartarughe Ninja (Taylor)
- Warm Bodies (Julie Grigio)